# Provincia di Gorizia (1919-1923)
La provincia di Gorizia venne creata il 4 luglio 1919 dal Regno d'Italia trasformando la precedente Contea Principesca di Gorizia e Gradisca, che il Regio Esercito aveva occupato militarmente da più di sei mesi in seguito all'armistizio di Villa Giusti, per poi essere soppressa il 18 gennaio 1923.
Il destino della provincia fu segnato dagli esiti delle elezioni politiche del 1921, dove vennero eletti quattro deputati di lingua slovena ed un deputato italiano comunista, che misero in agitazione le forze nazionaliste, le quali cominciarono a far pressione per una normalizzazione dell'amministrazione locale giuliana, in modo che fosse ricondotta al modello generale dello Stato. La neonata provincia di Gorizia fu poi soppressa nel 1923. Fu solo nel 1927, sotto il regime fascista, che Gorizia fu riportata, su nuove basi, al rango di capoluogo provinciale grazie alla costituzione della nuova provincia di Gorizia.

## Storia

La Contea di Gorizia e Gradisca nel 1794, il cui territorio, nel 1919, fu trasformato nella provincia di Gorizia

Ad occidente la provincia mantenne come limite il soppresso confine internazionale con l'Italia, mentre a sud si mantennero i bordi con le altre province del Litorale austriaco. La provincia fu invece gioco forza ampliata a nord e ad est, includendovi quelle porzioni dei Kronlander austriaci che erano rimasti inclusi nei territori occupati dall'Italia.
In seguito alle elezioni provinciali Luigi Pettarin, già commissario della contea nominato dal governatore militare di Trieste, fu eletto presidente della Deputazione provinciale.
In questo primo periodo il governo italiano non osò stravolgere un assetto amministrativo che durava da secoli, e che era noto per la sua efficienza. Conclusa dunque la parentesi dell'occupazione militare, nel 1919 il vecchio Kustenland subì solo modifiche lessicali, ma non sostanziali, nella sua organizzazione. La provincia di Gorizia rimase quindi sottoposta al commissario generale civile della Venezia Giulia, nuovo nome della vecchia carica dello Statthalter del Kustenland, come lo era la vecchia contea. Questa atipica - per il modello italiano - struttura a doppio livello attrasse l'attenzione dei politici riformisti a Roma, che cominciarono a dibattere se prenderla come esempio per una regionalizzazione complessiva dello Stato.
Il destino della provincia, e della peculiare organizzazione generale della Venezia Giulia, fu però segnato dagli esiti delle elezioni politiche del 1921, dove vennero eletti quattro deputati sloveni ed un deputato italiano comunista, che misero in agitazione le forze nazionaliste, le quali cominciarono a far pressione per una normalizzazione dell'amministrazione locale giuliana, in modo che fosse ricondotta al modello generale dello Stato. La neonata provincia di Gorizia fu poi soppressa nel 1923.
Uno dei primi provvedimenti del governo Mussolini poco dopo la marcia su Roma fu infatti la soppressione della slavizzante provincia goriziana e la sua spartizione fra la provincia di Udine e la neocostituita provincia di Trieste. Fu solo nel 1927 che Gorizia fu riportata, su nuove basi, al rango di capoluogo provinciale grazie alla costituzione della nuova provincia di Gorizia.

## Lingue
La popolazione della provincia di Gorizia parlava diverse lingue e alcuni dialetti:
- italiano, lingua ufficiale e di cultura
- sloveno, lingua d'uso (nei dialetti obirsko, obsoško, šokarsko, tersko, trbonsko, tolminsko, vrtojbensko, vzhodno, zasavsko, ziljsko, zgornje savinjsko) nella maggior parte del territorio provinciale, nella valli dello Iudrio e in alta e media valle Isonzo fino a Gorizia
- friulano, nella sua variante goriziana, lingua d'uso a Gorizia insieme all'italiano, al dialetto veneto-goriziano e allo sloveno. Il friulano era anche parlato, dalla massima parte della popolazione residente nella parte occidentale e sud-occidentale della provincia
- dialetto bisiaco in Bisiacaria

## Orografia

### Monti
Monti oltre i 1000 m
| Denominazione          | Altezza (m) | Luogo       |
| ---------------------- | ----------- | ----------- |
| Monte Tricorno         | 2.863 m     | Alpi Giulie |
| Monte Canin            | 2.585 m     | Alpi Giulie |
| Monte Cergnala         | 2.344 m     | Alpi Giulie |
| Monte Grinta di Plezzo | 2.344 m     | Alpi Giulie |
| Monte Nero             | 2.243 m     | Alpi Giulie |
| Monte Rudizza          | 1.962 m     | Alpi Giulie |
| Ursig                  | 1.897 m     | Alpi Giulie |
| Monte Stol             | 1.668 m     | Alpi Giulie |
| Monte Matajur          | 1.641 m     | Alpi Giulie |
| Monte Ceson            | 1.348 m     | Alpi Giulie |
| Monte Cucco            | 1.243 m     | Alpi Giulie |

## Passi
- Passo del Predil (1.156 m)
- Passo della Moistrocca (1.612 m) al confine di stato con la Jugoslavia
- Passo di Piedicolle (817 m) al confine di stato con la Jugoslavia
- Passo di Circhina (791 m) presso il confine di stato con la Jugoslavia

## Idrografia

### Fiumi
- Isonzo
- Iudrio
- Vipacco
- Natisone
- Idria
- Baccia